# IC 4229
IC 4229 је спирална галаксија у сазвјежђу Дјевица која се налази на листи објеката дубоког неба у Индекс каталогу.
Деклинација објекта је - 2° 25' 5" а ректасцензија 13h 22m 26,2s. Привидна величина (магнитуда) објекта IC 4229 износи 13,4 а фотографска магнитуда 14,2. IC 4229 је још познат и под ознакама UGC 8404, MCG 0-34-32, CGCG 16-62, IRAS 13198-0209, PGC 46717.